# Макарий (Сушкин)

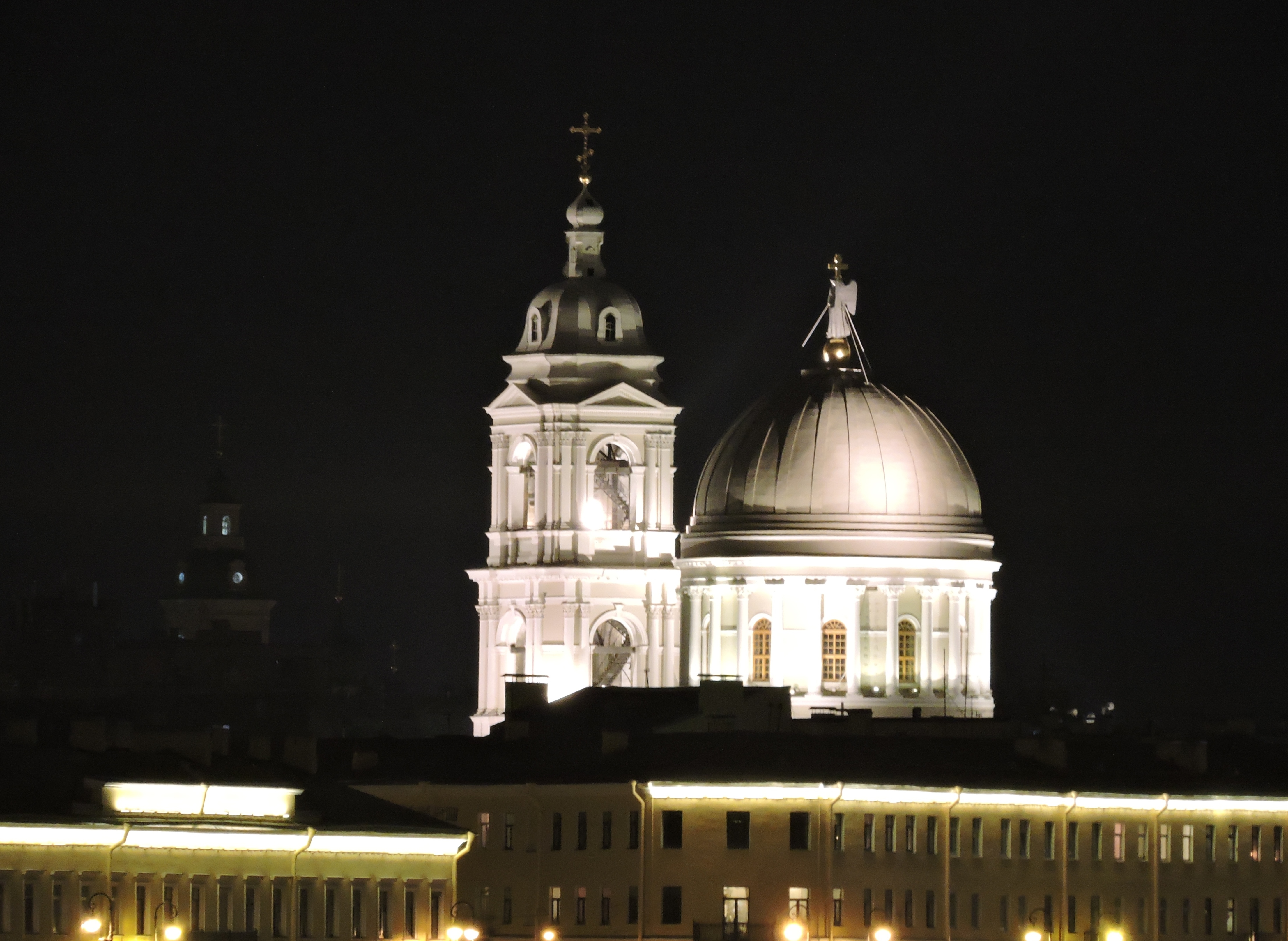
Церковь Святой Екатерины в Санкт-Петербурге. В 1827—1840 годах Михаил Сушкин был её воспитанником

Архимандри́т Мака́рий (в миру Михаи́л Ива́нович Су́шкин; 17 октября 1820, Тула — 19 июня 1889, Афон) — священнослужитель Константинопольской православной церкви, архимандрит, настоятель русского Пантелеимонова монастыря на Афоне.

## Биография
Родился в 1820 году в Туле богатой купеческой семье. До семи лет его воспитанием занимались бабушка Акилина Васильевна и няня Марфа, которая «любила его, кажется, больше матери и следила за каждым шагом». С шести лет мальчика засадили за «букварь» под руководством одной крепостной, весьма начитанной женщины, она же учила его и арифметике. Детство юного купца прошло в дедовском доме в Павшинской слободе. Уже в детстве при виде разлада между родителями-православными и дедом-старообрядцем вынес тяжёлую внутреннюю борьбу, ища религиозной истины.

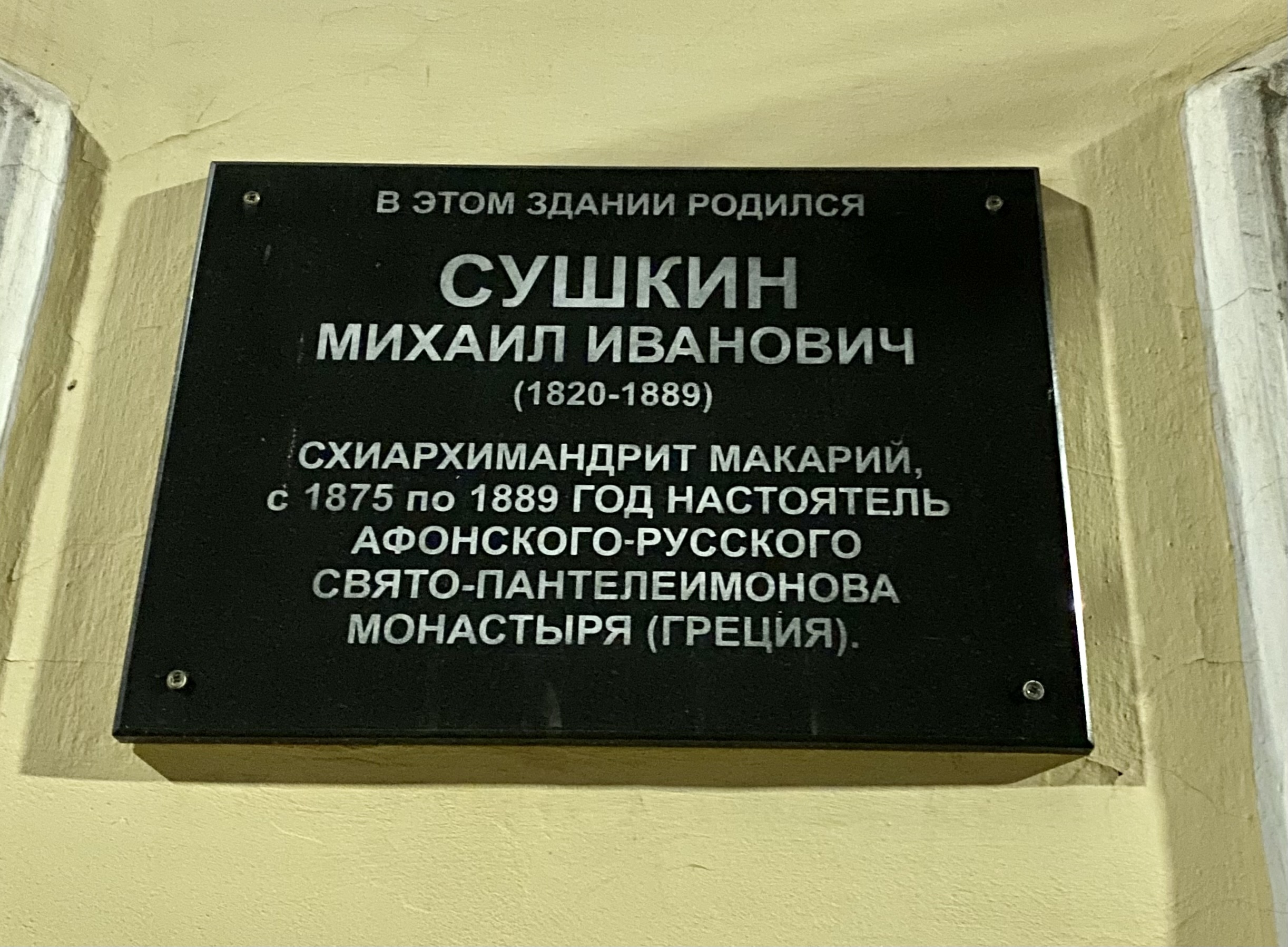
Мемориальная доска на фасаде дома, в котором родился Михаил Иванович Сушкин, г.Тула

Сначала помогал отцу в его торговых делах, но потом совершил путешествие по святым местам Востока и посетив Иерусалим и Александрию, а затем и Пантелеймонов монастырь.
9 ноября 1851 года, через шесть дней после прибытия на Афон, Михаил написал матери в Тулу слёзное письмо, с просьбой убедить отца дать ему благословение на постриг, и тут же слёг в лихорадке. Его состояние казалось настолько безнадёжным, что 27 ноября 1851 года, через 24 дня после прибытия в монастырь, Михаила, полагая, что исполняют последнюю волю умирающего человека, постригли в схиму, нарушив обычные порядки, и нарекли Макарием. 
Выздоровев, предался аскетизму. 22 февраля 1853 года Макария рукоположили во диакона, 3 июня 1856 года — в иеромонаха. 20 июля 1875 года отец Макарий был торжественно избран игуменом Пантелеимонова монастыря, став первым русским настоятелем православной обители на Святой Горе.
Значительно подняв материальное положение обители, пожертвованием всего своего состояния и привлечением других щедрых вкладов, увеличив число братии, преимущественно русскими, он построил несколько новых храмов, умиротворил взаимные отношения на Афоне русских и греков, рассеял существовавшие дотоле обвинения русских и славянских афонцев в панславизме, устраивал метохи (монастырских подворий) и скитов своего монастыря в России и других странах и своим личным примером и духовными наставлениями сумел не только поддержать, но и усилить духовно-нравственное значение своего монастыря. Его имя пользовалось известностью среди простых людей во всей России. В таком смысле изображают его биографы: К. Н. Леонтьев, «Воспоминания об архимандрите Макарии» (в «Гражданине», 1889); его же, «Панславизм на Афоне» (в «Русском вестнике», 1873); И. Ф. Красовский, «Макарий, архимандрит афонский» (М., 1889); проф. Алексей Дмитриевский, «Русские на Афоне».
Имея свою типографию, устроенную в 1865 году, Пантелеймонов монастырь по распоряжению архимандрита Макария издал громадное количество брошюр и печатных листов (свыше 100 заглавий), а также большое число книг. Кроме того, монастырем издавался, по благословению Макария журнал «Душеполезный собеседник» (печатаемый в 22000 экземпляров). Число экземпляров книг и брошюр изданных по благословению архимандрита Макария и разошедшихся в русском народе, исчисляется десятками миллионов. В самом монастыре коллекции этих брошюр, а отчасти и книг, раздавались паломникам бесплатно.
Умер 19 июня 1889 года в Афоне.